# 邁爾斯鋸魴鮄
邁爾斯鋸魴鮄，為輻鰭魚綱鮋形目牛尾魚亞目角魚科的其中一種，被IUCN列為次級保育類動物，分布於東南太平洋的加拉巴哥群島海域，體長可達25公分，為底棲性魚類，生活在沙石底質海域，屬肉食性。